# Phyllocnistis diaugella
Phyllocnistis diaugella är en fjärilsart som beskrevs av Edward Meyrick 1880. Phyllocnistis diaugella ingår i släktet Phyllocnistis och familjen styltmalar. Inga underarter finns listade i Catalogue of Life.